# Bihorel
Bihorel est une commune française située dans le département de la Seine-Maritime en région Normandie.

## Géographie

### Localisation
Située sur le plateau nord de Rouen, Bihorel est une ville comportant trois quartiers :
- le Vieux Bihorel, un quartier limitrophe de Rouen, à mi-pente et sur le début du plateau ;
- le plateau des Provinces, un quartier d'immeubles collectifs derrière le Vieux Bihorel ;
- le Chapitre, un quartier résidentiel plus au nord.

### Communes limitrophes
| Bois-Guillaume |         | Saint-Martin-du-Vivier |
|                | Bihorel | Rouen                  |
| Rouen          | Rouen   | Rouen                  |

### Hydrographie
La commune est située dans le bassin Seine-Normandie. Elle n'est drainée par aucun cours d'eau,.

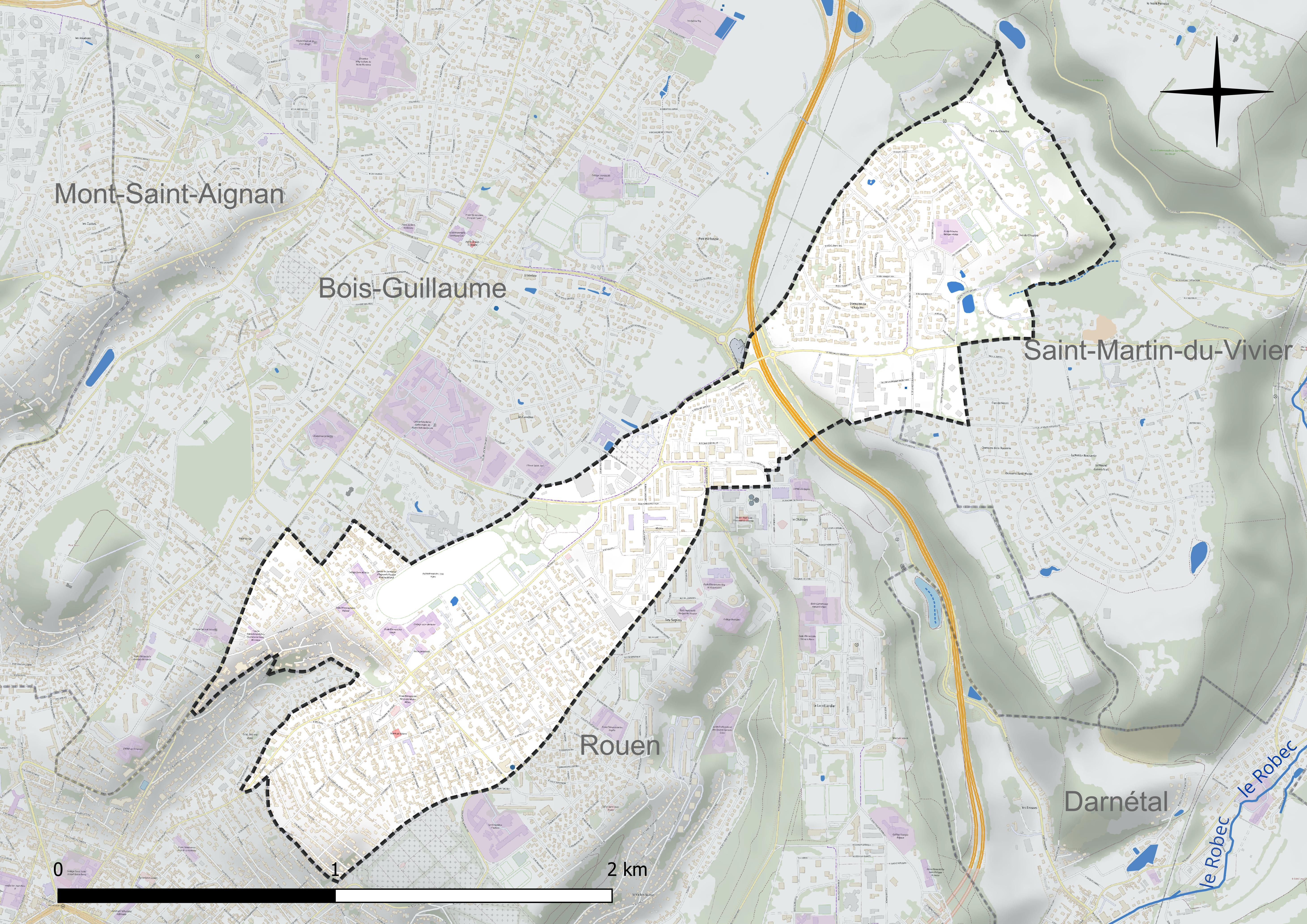
Réseau hydrographique de Bihorel.

### Climat
Pour des articles plus généraux, voir Climat de la Normandie et Climat de la Seine-Maritime.
En 2010, le climat de la commune est de type climat océanique altéré, selon une étude du CNRS s'appuyant sur une série de données couvrant la période 1971-2000. En 2020, Météo-France publie une typologie des climats de la France métropolitaine dans laquelle la commune est exposée à un climat océanique et est dans la région climatique Côtes de la Manche orientale, caractérisée par un faible ensoleillement (1 550 h/an) ; forte humidité de l’air (plus de 20 h/jour avec humidité relative > 80 % en hiver), vents forts fréquents. Parallèlement le GIEC normand, un groupe régional d’experts sur le climat, différencie quant à lui, dans une étude de 2020, trois grands types de climats pour la région Normandie, nuancés à une échelle plus fine par les facteurs géographiques locaux. La commune est, selon ce zonage, exposée à un « climat maritime », correspondant au Pays de Caux, frais, humide et pluvieux, légèrement plus frais que dans le Cotentin.
Pour la période 1971-2000, la température annuelle moyenne est de 10,2 °C, avec une amplitude thermique annuelle de 13,4 °C. Le cumul annuel moyen de précipitations est de 851 mm, avec 13 jours de précipitations en janvier et 8,8 jours en juillet. Pour la période 1991-2020, la température moyenne annuelle observée sur la station météorologique la plus proche, située sur la commune de Rouen à 2 km à vol d'oiseau, est de 12,6 °C et le cumul annuel moyen de précipitations est de 817,9 mm,. Pour l'avenir, les paramètres climatiques de la commune estimés pour 2050 selon différents scénarios d’émission de gaz à effet de serre sont consultables sur un site dédié publié par Météo-France en novembre 2022.

## Urbanisme

### Typologie
Au 1er janvier 2024, Bihorel est catégorisée grand centre urbain, selon la nouvelle grille communale de densité à sept niveaux définie par l'Insee en 2022.
Elle appartient à l'unité urbaine de Rouen, une agglomération inter-départementale regroupant 50  communes, dont elle est une commune de la banlieue,,. Par ailleurs la commune fait partie de l'aire d'attraction de Rouen, dont elle est une commune du pôle principal,. Cette aire, qui regroupe 317 communes, est catégorisée dans les aires de 200 000 à moins de 700 000 habitants,.

### Voies de communication et transports
La ligne T2 du TEOR, le réseau du bus à haut niveau de service rouennais, permet de rejoindre le centre-ville de Rouen en moins de trente minutes à partir du plateau des Provinces, via le quartier de la Grand'Mare.
Les lignes régulières F1, F8, 10 et 20 permettent de se rendre dans le centre-ville de Rouen en dix minutes.

## Toponymie
Le nom de la localité est attesté sous les formes Bihorellum en 1277; Bois de Bihorel en 1312; Edefice de Bihorel vers 1360 ; Manoir et clos de Bihorel en 1394; Clos de Bihorel en 1460; Seigneurie de Bihorel en 1640 ; Biorel en 1715 (Frémont) ; Biorel en 1757 (Cassini).
Le sens du toponyme est assez incertain, mais un rapprochement semble possible avec le mot bihorage, désignant en Normandie un « lieu mal cultivé ».
Albert Dauzat et Marie-Thérèse Morlet le rattacheraient au mot buhoreau (variété de héron).

## Histoire
La commune a été créée le 12 avril 1892. Auparavant, Bihorel était un quartier de Bois-Guillaume.
Le 4 juillet 2011 a été votée en conseil municipal la fusion de Bihorel et Bois-Guillaume, malgré les résultats de la consultation organisée par les maires de ces deux villes montrant une très large opposition de la part de la population (66,43 % s'y sont opposés),,.
Du 1er janvier 2012 au 31 décembre 2013, la commune a donc  été fusionnée avec sa voisine, Bois-Guillaume, sous le régime des communes nouvelles pour former Bois-Guillaume-Bihorel.
La création de cette commune a été invalidée par le tribunal administratif de Rouen, décision contre laquelle ni la préfecture ni la municipalité n'ont interjeté appel,. Les deux communes sont donc recréées le 1er janvier 2014.

## Politique et administration

### Rattachements administratifs et électoraux
Rattachements administratifs
La commune se trouve depuis 1926 dans l'arrondissement de Rouen du département de la Seine-Maritime.
Elle faisait partie de sa création en 1892 à 1982 du canton de Darnétal, année ou elle intègre le canton de Bois-Guillaume. Dans le cadre du redécoupage cantonal de 2014 en France, cette circonscription administrative territoriale a disparu, et le canton n'est plus qu'une circonscription électorale.
Rattachements électoraux
Pour les élections départementales, la commune fait partie depuis 2014 du canton de Bois-Guillaume
Pour l'élection des députés, elle fait partie de la deuxième circonscription de la Seine-Maritime.

### Intercommunalité
La commune était membre de la communauté d'agglomération dénommée Agglomération de Rouen (CAR), un établissement public de coopération intercommunale (EPCI)  à fiscalité propre créé en 1995 par transformation de l'ancien SIVOM de l'agglomération rouennaise institué en 1974.
Cette intercommunalité fusionne avec ses voisines le 1er janvier 2010 pour former la communauté d'agglomération Rouen-Elbeuf-Austreberthe (CREA), qui se transforme en métropole le 1er janvier 2015 sous le nom de Métropole Rouen Normandie.

### Liste des maires
| Période                                  | Période                    | Identité        | Étiquette     | Qualité |
| ---------------------------------------- | -------------------------- | --------------- | ------------- | --- |
| Les données manquantes sont à compléter. |                            |                 |               | |
| 1892                                     | Juillet 1896               | Dr Alfred Caron |               | Médecin |
| 1896                                     | 1910                       | Georges Liot    |               | Constructeur mécanicien |
| 1910                                     | Janvier 1911               | Philibert Caux  |               | |
| 1911                                     | 1914                       | Pierre Maridort |               | |
| 1914                                     | 1942                       | Albert Malle    |               | |
| 1942                                     | 1944                       | Albert Legrand  |               | |
| 1944                                     | 1944                       | Jules Wicke     |               | |
| 1944                                     | 1945                       | Lecointe        | PRSRF         | Député |
| 1945                                     | 1968                       | René Tamarelle  |               | Directeur d'école |
| 1968                                     | mars 1983                  | Claude Leveau   | Mod.          | |
| mars 1983                                | mars 2001                  | Jean Fréret     | DVD           | Chef d'entreprise |
| mars 2001                                | 2011                       | Pascal Houbron  | app. UDF (NC) | Cadre supérieur Devient maire délégué à la fusion d'avec Bois-Guillaume en 2012. Réélu au 1er tour après la dé-fusion d'avec Bois-Guillaume en mars 2014. |
| mars 2014                                | En cours (au 10 août 2020) | Pascal Houbron  | UDI (NC/LC)   | Cadre supérieur Conseiller régional de Normandie (2015 → ) Réélu pour le mandat 2020-2026                                                                 |

### Jumelages
- Uelzen (Allemagne)
- Soar Valley (Royaume-Uni)
- Torgiano (Italie)
- Wejherowo (Pologne)
- Baix Camp (Espagne)
- Tikaré Rouko (Burkina Faso)

## Équipements et services publics

### Espaces publics

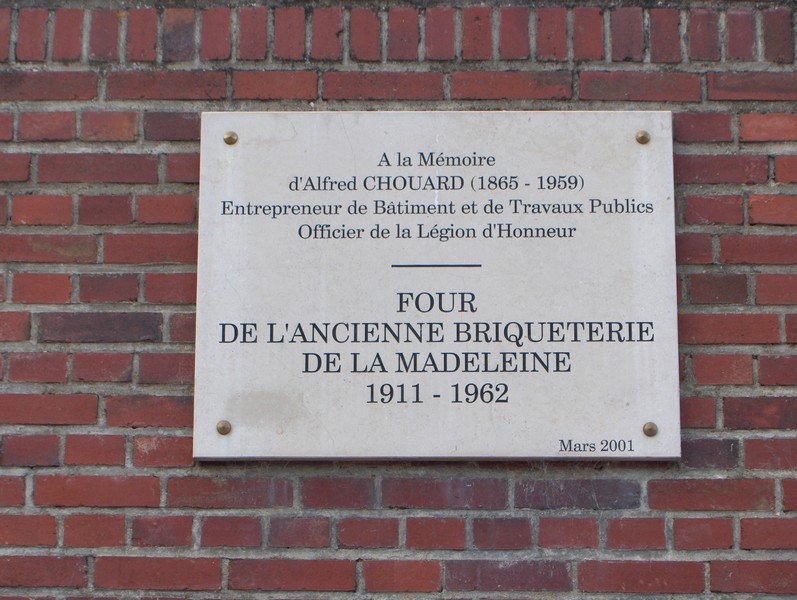
Plaque commémorative sur le four de l'ancienne briqueterie de la Madeleine.

- le parc et espace vert de l'Argilière et l'ancienne briqueterie de la Madeleine (en activité de 1911 à 1962)[30] : après la fermeture de la briqueterie, sa cheminée est abattue en 1978 puis le site et son gisement de terres argileuses sont réaménagés en espace vert ; seul le four est conservé comme patrimoine historique témoignant de l'ancienne activité.

### Enseignement
La crèche municipale Les p’tits loups exerce son activité sur deux sites, au 4 rue de Verdun dans le vieux Bihorel, et au 4 rue Pierre-Corneille, au rez-de-chaussée de l’Espace Corneille.
Le Centre Social Étienne-Pernet regroupe une structure Multi-Accueil (crèche et halte-garderie), une structure d'accueil pour enfants (aide à la scolarité et centre de loisirs sans hébergement), et des activités sociales pour les familles. Il héberge également l'association sportive Bihorel-Echecs.
Les établissements scolaires de la commune relèvent de l'Académie de Normandie.
Enseignement public
- École maternelle Jean-Macé
- École primaire Raymond-Larpin
- École maternelle Georges-Méliès
- École primaire Georges-Méliès
- École maternelle René-Coty
- École primaire René-Coty
- Collège Jules-Michelet

Enseignement privé
- Le Globe coloré - École Montessori - Avenue des Hauts-Grigneux
- École Notre-Dame-des-Anges - 1 rue Joseph-Roy
- Institution Saint-Victrice (école et collège) - 15 rue Philibert-Caux

## Population et société

### Démographie
L'évolution du nombre d'habitants est connue à travers les recensements de la population effectués dans la commune depuis 1896. Pour les communes de moins de 10 000 habitants, une enquête de recensement portant sur toute la population est réalisée tous les cinq ans, les populations de référence des années intermédiaires étant quant à elles estimées par interpolation ou extrapolation. Pour la commune, le premier recensement exhaustif entrant dans le cadre du nouveau dispositif a été réalisé en 2007.

En 2022, la commune comptait 8 299 habitants, en évolution de −0,02 % par rapport à 2016 (Seine-Maritime : +0,35 %, France hors Mayotte : +2,11 %).
| 1896  | 1901  | 1906  | 1911  | 1921  | 1926  | 1931  | 1936  | 1946  |
| ----- | ----- | ----- | ----- | ----- | ----- | ----- | ----- | ----- |
| 2 564 | 2 693 | 2 671 | 3 053 | 3 392 | 3 104 | 3 261 | 3 361 | 3 982 |

| 1954  | 1962  | 1968  | 1975  | 1982   | 1990  | 1999  | 2006  | 2007  |
| ----- | ----- | ----- | ----- | ------ | ----- | ----- | ----- | ----- |
| 3 968 | 4 072 | 7 009 | 9 382 | 10 121 | 9 358 | 9 057 | 8 483 | 8 461 |

| 2012  | 2017  | 2022  | - | - | - | - | - | - |
| ----- | ----- | ----- | - | - | - | - | - | - |
| 8 268 | 8 398 | 8 299 | - | - | - | - | - | - |

- le Vieux Bihorel : environ 3 000 habitants ;
- le plateau des Provinces : 3 000 habitants ;
- le Chapitre : 3 000 habitants.

### Sports et loisirs
- Stade Maréchal-Leclerc (GCO Bihorel)
- Piscine Transat (fermée depuis septembre 2016)
- Hippodrome des Trois-Pipes
- Gymnase Pierre-de-Coubertin
- Gymnase Georges-Hébert
- Salle Jigorō-Kanō
- Salle d'évolution sportive Émilie-Le Pennec
- Salle Philippe-Tissié
- Courts de tennis (Tennis Club de Bihorel)

En 1986, champion de division d'honneur, le GCO Bihorel a accédé à la division 4 (Groupe B) et y est resté deux saisons avant de revenir en division d'honneur. Remportant le championnat de division d'honneur en 2001, il a joué en CFA 2 (groupe A) pendant deux saisons.
En plus du GCOB Football, existent aussi les GCOB suivants : Handball, Basket, Gymnastique Volontaire, Yoga, Tir à l’Arc, Tennis de table, Tennis, Roller, Randonnée pédestre, Plongée Apnée, Pétanque, Natation, Modern Jazz et Judo. 
On note également l'existence de l'USCBB Cyclisme, du Bihorel Boxing Club et du Bihorel Echecs. 

### Vie associative
- Le Foyer Municipal : il accueille régulièrement des représentations théâtrales, festivals et autres.
- La Grange (de la Petite Madeleine) : elle accueille notamment de nombreuses expositions picturales.
- Le Centre Gascard (anciens laboratoires pharmaceutiques) : il accueille la Bibliothèque pour tous et les activités de l'association Carrefour Culture et Loisirs.
- Le local culturel de l'école René-Coty : il accueille des activités de poterie, terre, dessin et peinture.
- L'Espace Corneille : aménagé dans l’ancienne école maternelle Pierre-Corneille fermée depuis juin 2008, on y trouve la crèche municipale "les p’tits loups", une salle associative, l'accueil ados et le local de l’association Fer faire.

Il existe aussi deux autres salles municipales mises à disposition pour des activités diverses : le Foyer Pierre-Devieilhe et la salle polyvalente du Chapitre.
L'association Carrefour Culture et Loisirs a son siège au Centre Gascard, place Saint-Louis, et regroupe une vingtaine d’associations et activités différentes : pilates, relaxation, danse classique et contemporaine, zumba, tricot, broderie, scrabble, dessin, peinture, atelier terre, art floral et réfection fauteuils.
- École de musique de Bois-Guillaume Bihorel Isneauville
- Groupe d’histoire et d’études de Bihorel
- Tarot
- La Ronde - danse
- À Cœur Joie - chorale
- Chœur Harmonia de Bihorel - chorale
- Chorale Mélodia
- Chez maman - activités couture et chant
- ADTR - activité radio-amateurs
- Présence radioamateur
- Archimède-films - initiation aux techniques du cinéma et de l'audiovisuel
- Porte Voix - création cinématographique
- AFIFUNOR - dentelle aux fuseaux
- Brodons médiéval - broderie
- ACADRAMA - théâtre
- Parfums passion

En matière de solidarité, on note : Aide et solidarité, Association familiale de Bihorel, Association Fer Faire, Comité Catholique contre la Faim et pour le Développement (CCFD), Comité d’entraide de Bihorel, La Conférence St Vincent de Paul de Bihorel, Bois-Guillaume et Hauts de Rouen, Les Aînés du Bihoreau’club.

### Médias
Le quotidien Paris Normandie et les hebdomadaires Liberté-Dimanche et Le bulletin de l'arrondissement de Rouen relatent les informations locales. Par ailleurs la commune est située dans le bassin d'émission de la chaîne France 3 Normandie et de La Chaîne Normande.

## Entreprises et commerces
Bihorel compte à l'heure actuelle[Quand ?] deux centres commerciaux : le centre commercial Kennedy, sur le plateau des Provinces, et le centre commercial du Chapitre.
Deux magasins de grande distribution sont présents à Bihorel : un Super U et un Carrefour Market.
Le marché se tient place du Général de Gaulle (place de l'église) le mercredi matin et le samedi matin, au centre commercial Kennedy (plateau des Provinces) le vendredi matin, et au centre commercial du Chapitre le mercredi matin.

## Culture locale et patrimoine

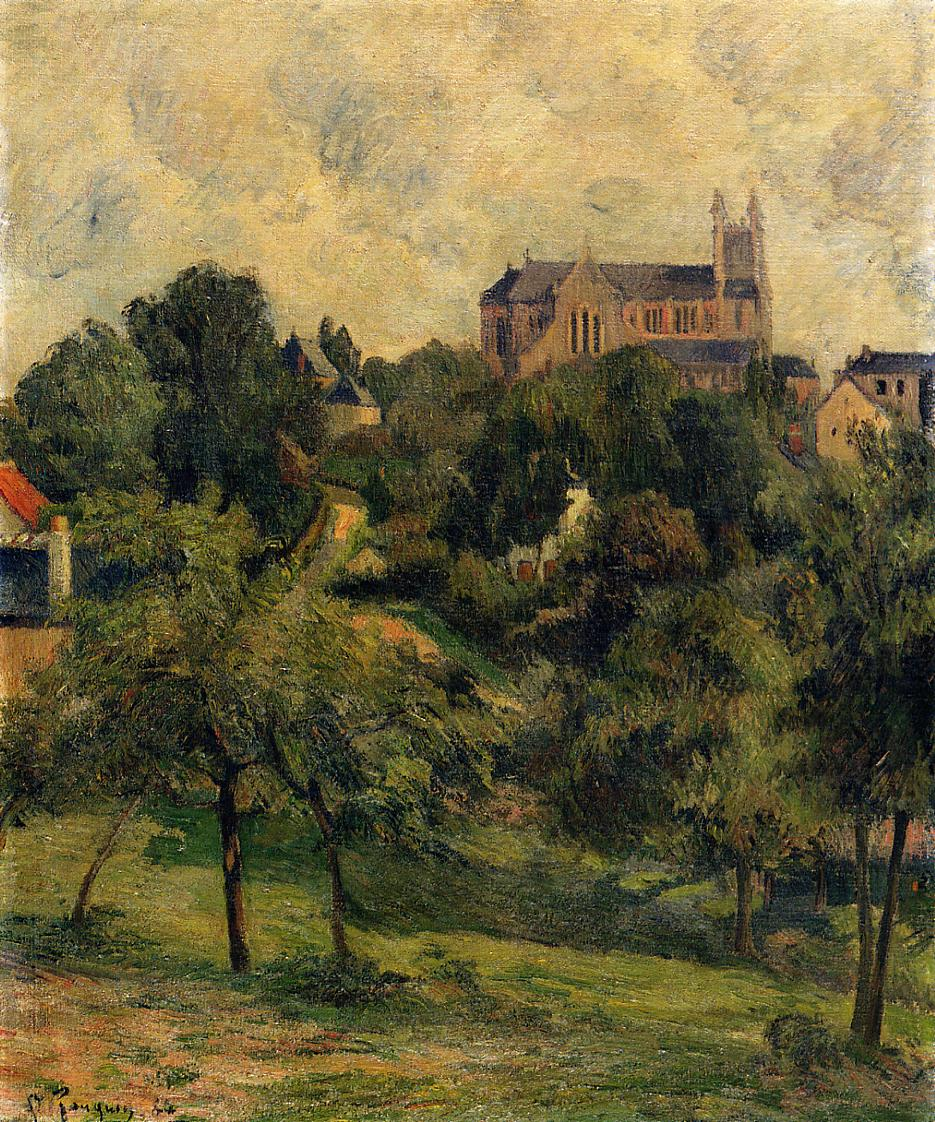
Notre-Dame-des-Anges peinte par Paul Gauguin en 1884.

### Lieux et monuments
- L'église Notre-Dame-des-Anges, de l'architecte Émile Janet, construite en 1868[34]
- Les anciens laboratoires pharmaceutiques Gascard, où était produit l'élixir dénommé « Eau des Jacobins » abritant le centre culturel et la médiathèque[35]
- Le four de l'ancienne briqueterie de la Madeleine (en activité de 1911 à 1962) dans le parc de l'Argilière[36]

### Personnalités liées à la commune
- Jules Michelet (1798-1874) y séjourna à plusieurs reprises.
- Charles Nicolle (1866-1936) y avait une maison.
- René Herval (1890-1972) a habité au no 27 rue Carnot en 1928[37].
- Victor Boucher (1896-1954), acteur dont les parents habitaient Bihorel et étaient tenanciers d'un café près des Trois Pipes.
- André Chérasse (1906-1997), général et député, y a vécu.
- Bernard Legrand (1919-1995), maître verrier, y a vécu.
- Jacques Floch, homme politique contemporain, est né à Bihorel en 1938.

### Héraldique
| Armes de Bihorel | Les armes de la commune de Bihorel se blasonnent ainsi : De gueules à la barre accompagnée en chef d’une ruche et en pointe de deux léopards passant l’un sur l’autre, le tout d’or ; au chef d’azur chargé d’un cavalier contourné adextré d’un archer contourné et senestré de deux footballeurs contournés, celui de senestre ayant un ballon au pied, le tout aussi d’or. Les deux léopards d'or sur champ de gueules rappellent les armes de la Normandie. |